# Saalburg-Ebersdorf
Saalburg-Ebersdorf är en stad i Saale-Orla-Kreis i förbundslandet Thüringen i Tyskland. 